# Massimo di Alessandria
Massimo di Alessandria (Egitto, ... – Alessandria d'Egitto, 282) fu il terzo Papa della Chiesa copta (massima carica del Patriarcato di Alessandria d'Egitto). È venerato come santo dalla Chiesa cattolica, da quella ortodossa e da quella copta.
Già a capo della Chiesa alessandrina durante l'esilio di san Dionisio (257 - 260), fu pastore della diocesi dal 265 fino alla sua morte, avvenuta nel 282. Durante il suo episcopato esiliò Paolo di Samosata dall'Egitto, dove si era rifugiato dopo la sua destituzione da vescovo di Antiochia.

## Culto
Secondo il Martirologio Romano il giorno dedicato al santo è il 9 aprile:
(Martirologio Romano)